# Картиш Андрій Анатолійович
Андрій Анатолійович Картиш (1 жовтня 1967, Львів) — український дипломат. Генеральний консул України у Мілані (2011—2016 та з 2021)

## Життєпис
Народився 1 жовтня 1967 року у Львові. У 1989 році закінчив Львівський державний університет імені Івана Франка, Українську академію державного управління при Президентові України (1997) та Дипломатичну академію України при МЗС України (2004). Стипендіат Німецької служби академічних обмінів (DAAD), університет у місті Марбург, ФРН (1994—1995). Пройшов курс стажування в Нью-Йоркському університеті NYU (1997). Володіє англійською та італійською мовами.
З 1997 року — на дипломатичній роботі в МЗС України, де працював в сфері економічної дипломатії, консульської служби та публічної дипломатії на посадах другого, першого секретаря, радника.
У 1999—2003 рр. — перший секретар, радник Посольства України в Італії
У 2005—2009 рр. — радник-посланник Посольства України в Італії.
У 2009—2011 рр. — заступник директора департаменту — начальник відділу Політичного департаменту Міністерства закордонних справ України.
У 2011—2016 рр. — Генеральний консул України в Мілані
У 2018—2019 рр. — Посол з особливих доручень МЗС України
У 2019—2021 рр. — Заступник начальника управління-начальник відділу Управління публічної дипломатії, заступник директора департаменту-начальник відділу Департаменту економічної дипломатії, Заступник директора департаменту-начальник управління консульських послуг Департаменту консульської служби МЗС України.
З березня 2021 року — вдруге призначений Генеральним консулом України в Мілані.

## Має дипломатичний ранг
- Надзвичайного і Повноважного Посланника першого класу.